# Queensland
Queensland je spolkový stát na severovýchodě světadílu a státu Austrálie. Žije v něm přibližně 5,16 milionu obyvatel. Přes 50 % obyvatel Queenslandu žije v hlavním městě Brisbane.

## Historie
V letech 1859 až 1901 se stal britskou korunní kolonií, předtím byl částí Nového Jižního Walesu. V roce 1901 se stal členským státem Austrálie.

## Příroda
Velké předělové pohoří jej rozděluje na dvě poloviny – na vlhkou a teplou srážkami bohatou monzunovou pobřežní nížinu na severu a na východě na vyprahlé území ve vnitrozemí. Východní pobřeží lemují ostrovy Velkého bariérového útesu.
V Queenslandu se nachází národní park Russell River.

## Poštovní známky
Na zdejším území platily státní ceniny, poštovní známky Nového Jižního Walesu až do roku 1859. V roce 1860 byly vydány známky nové již s názvem QUEENSLAND. V roce 1913 pak i zde platily známky australské.